# Arthur Adamov
Arthur Adamov (23. srpna 1908 – 15. března 1970) byl francouzský dramatik, jeden z nejvýznamnějších představitelů absurdního divadla.

## Biografie
Adamov (původně Adamjan) se narodil v Kislovodsku v Rusku v bohaté arménské rodině, nicméně o veškerý majetek jeho rodina přišla v roce 1917. Jako většina bohatých Rusů té doby Adamov uprchl do Francie a v roce 1924 se přestěhoval do Paříže.
V Paříži se Adamov scházel se surrealisty a vydával surrealistický časopis Discontinuité (Nesouvislost).
Dramata začal psát po 2. světové válce, jeho prvním dramatem byla hra La Parodie (Parodie, 1947). Jeho dílo bylo ovlivněno Bertoltem Brechtem, často velmi snové, později s politickými motivy. Titulní postava jedné z jeho nejznámějších her, Le Professeur Taranne (Profesor Taranne, 1953) je například obviněna z celé řady činů (nahota na veřejnosti, odhazování odpadků, plagiátorství), nicméně všechno popírá. Jeho popírání se ale obrací proti němu. Tato hra je inspirována snem, který Adamov měl.
Méně veřejně známá je jeho tvorba prozaická, převážně povídky jako Fin Août (Konec srpna, ve sbírce Je… Ils… – česky Já…Oni…, 1969). Jeho náměty se často týkají věcí jako je masochismus, který Adamov označoval jako „navykání smrti“.
V roce 1970 Arthur Adamov spáchal sebevraždu předávkováním barbituráty.